# Bicyclus condamini
Bicyclus condamini är en fjärilsart som beskrevs av Van Son 1963. Bicyclus condamini ingår i släktet Bicyclus och familjen praktfjärilar. Inga underarter finns listade i Catalogue of Life.